# Мельгуны
Мельгуны — село в Мордовском районе Тамбовской области России. Входит в Новопокровский поссовет. 
Население 597 человек (2010)
Основано между 1770 и 1780 годами. Через село Мельгуны проходит федеральная дорога Каспий-Жердевка-Токарёвка-Мордово-Мельгуны-Волчки-Орёл-Тамбов.

## Топоним
Селение носит фамилию первых владельцев — Мельгуновых.

## География
Село Мельгуны находится в пределах Окско-Донской равнины, на расстоянии примерно 90 км от областного центра.
Примыкает к следующим населённым пунктам:
- Новопокровка
- Михайловка
- Черняевка
- Центральное Отделение Совхоза им. Ленина
- Шульгино
- Ахматово

### Рельеф
Рельеф местности слабоволнистый пересечённый овражно-балочной сетью.

### Водные объекты
Реки Битюг, Пласкуша и Малейка.

### Климат
Климат умеренно континентальный, с довольно тёплым летом и холодной, устойчивой морозной зимой. Среднегодовая температура воздуха составляет 5 градусов. Температура наиболее тёплого месяца — июля — составляет 20,2 градусов, а наиболее холодный, с температурой −16,2 градусов, является январь и февраль. Продолжительность безморозного периода составляет 140 дней.

### Уличная сеть
- Молодёжная улица.
- Нижняя улица.
- Техническая улица.
- Речная улица.
- Почтовая улица.
- Медицинская улица.
- Калининская улица.
- Полевая улица.
- Луговая улица.
- Кооперативная улица.
- Советская улица.
- Заречная улица.
- Светлая улица.
- Садовая улица.
- Уральская улица.

## Население
| 2002 | 2010 |
| ---- | ---- |
| 781  | ↘597 |

Согласно результатам переписи 2002 года, в национальной структуре населения русские составляли 98 % от жителей.

## История

### Мельгуны в дореволюционной России
Примерно в 1775 году земли на левом берегу реки Битюг получил Пётр Мельгунов — сенатор, вельможа, генерал армии Российской империи. Мельгунов привёз в село крестьян из северных губерний России: Ярославской, Петербургской и прочих. На свои деньги он построил церковь, освящённую в день Покрова.
Первое упоминание о селе относится к 1782 году. В переписи церковнослужащих Усманского уезда сказано, что в селе есть церковь, и все религиозные ритуалы там совершает дьячок Иов Платонов. В 1811 в книге ревизской сказки значится, что в селе Мельгуны коллежской советнице Авдотье Любцовой принадлежит 243 крестьянина.
Сын Петра Мельгунова продал своё имение князю Дмитрию Петровичу Волконскому. Помимо Мельгунов в его владения входили сёла Шульгино, Ахматово, Никольское, Дмитреевка и Песчановка (Мельгуновская волость). Волконский переименовал село в Покровское — по Покровской церкви. В 1834 году в Покровском жило 1106 крестьян и дворовых людей.
Затем имение отошло графу Анатолию Владимировичу Орлову-Давыдову, после его смерти — сыну, Алексею Анатольевичу Орлову-Давыдову, — меценату, члену масонских лож. Алексей Орлов-Давыдов занимался благоустройством села, там появились фермы, маслосырзавод, зернохранилище и овцеферма, кошары, воловни. В 1904—1911 годах в имении графа работал биолог Владимир Константинович Рерих. Была приобретена техника для обработки земли (трактора и так далее). Через реку Битюг проложили два деревянных моста. Для перевоза свёклы с полей на сахарный завод была построена узкоколейка. Усадьба была обнесена мраморной стеной.

### При советской власти
С приходом советской власти на селе появились группы местных жителей, которые сопротивлялись новой администрации. Коммунисты и рабочие Новопокровского сахарного завода силой подавили восстания. Прошло раскулачивание, Мельгуновская волость была расформирована и преобразована в Мельгуновский сельсовет, центр которого позже был перенесён в Новопокровку. Церковь работала до 1923 году, после чего была закрыта. Коммунистами также были разрушены многие памятники: завален подземный ход от церкви к усадьбе, разрушены парники и маслосырзавод, были вырублены графские сады и ореховая роща. Во время Второй Мировой войны в селе был военкомат, в здании которого позже разместился Мельгуновский сельский совет (позже Новопокровский поссовет), а после почта.
В 1920—1950-х годах в селе регулярно был голод. В 1930 году на территории села Мельгуны создали совхоз «Реконструктор», просуществовавший до 1961 года. В 1961 году колхозы Мельгунов, Ахматова и Михайловки были объединены в совхоз Новопокровский. Мельгуны вошло в состав Калининского отделения. Площадь отделения — 2887,8 га, из них 2020 га — пашни, 414,6 га — пастбища, 106,4 га — приусадебные участки, 29,4 га — отданы под сенокос, 24,8 га — суходольные земли, 41,9 га — сады, 93,2 — лесополосы, 15 га — заболоченные земли, 28,5 — под водой, 20 га — под дорогами , 73,3 — под постройками, дворами, площадями, 50,1 — прочие земли. 224,6 га земли были орошаемыми. В отделении было 648 голов скота, в том числе 480 коров и 50 лошадей. Основной задачей Калининского отделения было производство сахарной свёклы, молока и зерна.
В советское время на месте церкви открыли клуб, сгоревший в 1990-е годы. Была построена закусочная, открыто два магазина: продуктовый и промтоваров, появились конюшни, свинарники, МТФ, птичник. В 1979 году открыта Калининская школа.

## Инфраструктура
С 2007 г. в село провели газ, в декабре к газопроводу подключили 45 домов. В 2010 г. в селе стали проводить новые линии водопровода. В Мельгунах имеется 2 частных магазина, клуб, почта, ФАП, сельская библиотека, Калининский филиал МБОУ « Новопокровская СОШ» начальная школа.

## Достопримечательности
- В селе Мельгуны в настоящее время работает Калининская начальная школа.
- В 2017 г. был установлен памятник павшим в годы Великой Отечественной войны
- Ведутся работы по восстановлению Покровской церкви

## Транспорт
Федеральная трасса в селе имеет асфальтное покрытие. Техническая категория дороги 4. Максимальная интенсивность движения за сутки — 1086.
В Мельгунах останавливаются автобусы по следующим направлениям:
- Тамбов — Мордово
- Тамбов — Воронеж
- Мордово — Степной

Действовала узкоколейная железная дорога.